# Wolfgang Walter Gruber

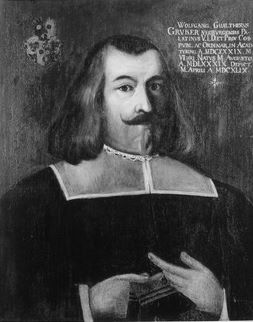
Wolfgang Walter Gruber, 1649, auf einem vermutlich von Johann Weidner gemalten Bild in der Tübinger Professorengalerie

Wolfgang Walter Gruber (* August 1589 in Neuburg an der Donau; † 1655) war ein deutscher Jurist sowie Professor und Rektor an der Universität Tübingen.

## Leben
Wolfgang Walter Gruber ging aufs Lauinger Gymnasium illustre. 1624 immatrikulierte er sich an der Universität Tübingen. Dort absolvierte er ein Studium der Rechte und wurde 1626 zum Dr. iur. utr. promoviert. 1639–1652 war er ordentlicher Professor der Rechte in Tübingen. 1652 wurde er Württembergischer Rat von Haus aus. 1643, 1645/46 und 1650 war er Rektor der Universität Tübingen. Sein 1649 vermutlich von Johann Weidner gemaltes Porträt hängt in der Tübinger Professorengalerie.